# Behold... The Arctopus
Behold... The Arctopus é uma banda de avant-garde metal dos Estados Unidos da América.

## História
Behold The Arctopus foi formada por Colin Marston e Mike Lerner, que tocavam guitarra há mais de um ano e meio no momento em que encontraram um baterista. A demo  We Need a Drummer  (na qual uma bateria eletrônica foi usada) foi tocada pelo baterista Charlie Zeleny. Zeleny conheceu Lerner e Marston e impressionou a dupla. Ele foi imediatamente convidado a se juntar à banda.
Depois de lançar dois EPs e um split, Behold The Arctopus lançou seu primeiro full-length, intitulado Skullgrid, em 16 de outubro de 2007
Jason Bauers assumiu as baquetas da banda em 2015, com ele lançaram Cognitive Emancipation em novembro de 2016. A banda se apresentou nos EUA com a banda Defeated Sanity durante o ano de 2018.

## Formação
Atual
- Mike Lerner - guitarra
- Colin Marston - guitarra
- Jason Bauers - bateria

Ex-membros
- Charlie Zeleny - bateria
- Weasel Walter - bateria

## Discografia
- Nano-Nucleonic Cyborg Summoning (EP, 2005)
- Skullgrid (2007)
- Horrorscension (2012)
- Cognitive Emancipation (2016)